# محمد الحشدادي
محمد الحشدادي (مواليد 2 فبراير 1991) هو لاعب كرة طائرة مغربي.